# Liste der Baudenkmäler in Lauben (Landkreis Unterallgäu)

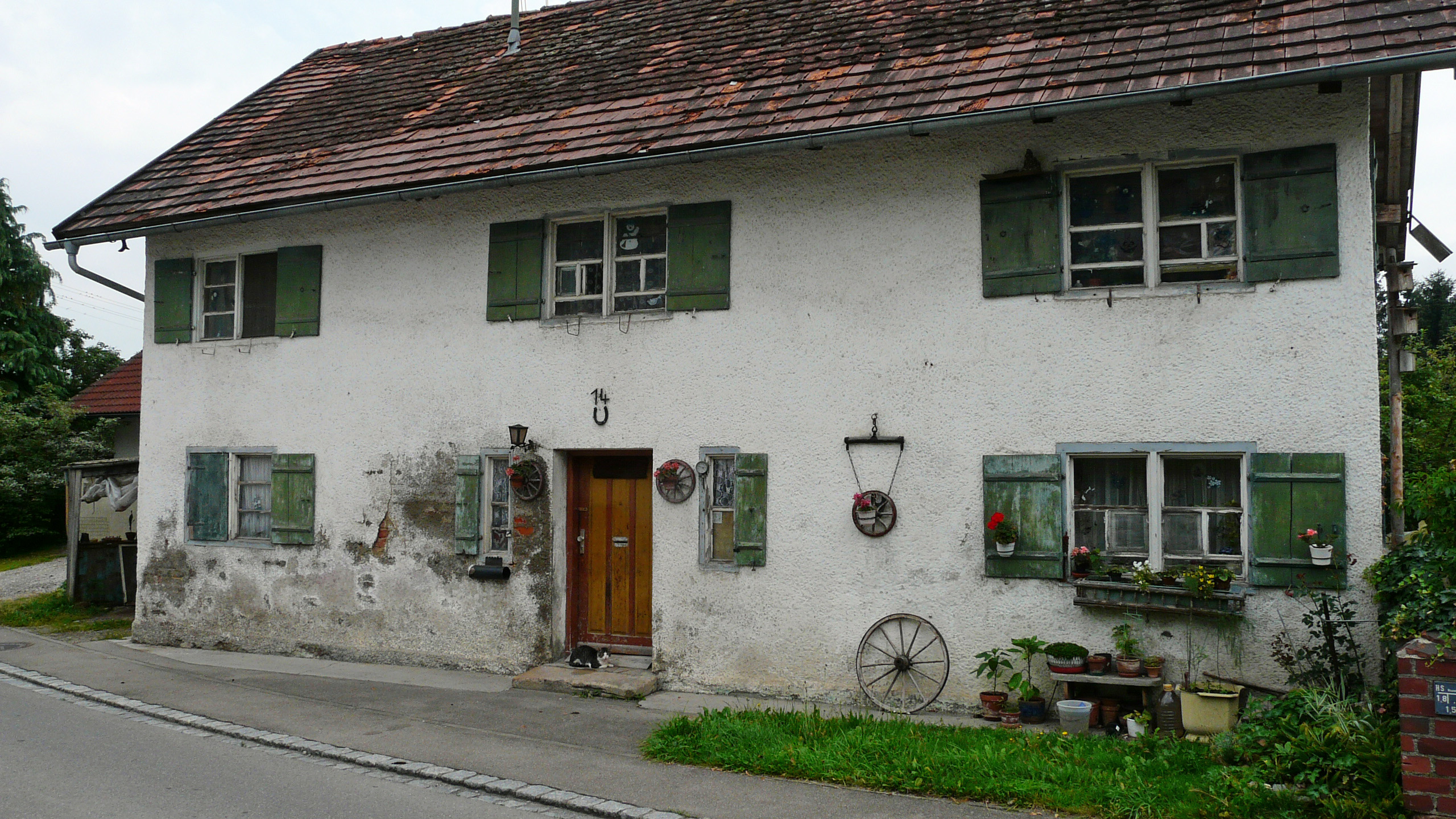
Altes Haus in Frickenhausen

Auf dieser Seite sind die Baudenkmäler in der schwäbischen Gemeinde Lauben zusammengestellt. Diese Tabelle ist eine Teilliste der Liste der Baudenkmäler in Bayern. Grundlage ist die Bayerische Denkmalliste, die auf Basis des Bayerischen Denkmalschutzgesetzes vom 1. Oktober 1973 erstmals erstellt wurde und seither durch das Bayerische Landesamt für Denkmalpflege geführt wird. Die folgenden Angaben ersetzen nicht die rechtsverbindliche Auskunft der Denkmalschutzbehörde.

## Baudenkmäler nach Ortsteilen

### Lauben
| Lage                    | Objekt                                         | Beschreibung | Akten-Nr.    | Bild           |
| ----------------------- | ---------------------------------------------- | --- | ------------ | -------------- |
| Kirchplatz (Standort)   | Nebengebäude                                   | zweigeschossiger Satteldachbau mit Giebelgesimsen, 17./18. Jahrhundert | D-7-78-163-2 | Nebengebäude   |
| Kirchplatz 1 (Standort) | Evang.-Luth. Pfarrkirche Unserer Lieben Frauen | flachgedeckter Saalbau mit eingezogenem Chor unter Netzrippengewölbe, nördlicher Satteldachturm, 1470 über Kern einer 1167 bestehenden Kirche errichtet, Veränderungen 18. Jahrhundert; mit Ausstattung | D-7-78-163-1 | weitere Bilder |
| Mühlweg 3 (Standort)    | Mühle                                          | zweigeschossiger Satteldachbau, bezeichnet 1555 | D-7-78-163-3 | Mühle          |

### Frickenhausen
| Lage                       | Objekt                             | Beschreibung | Akten-Nr.              | Bild                         |
| -------------------------- | ---------------------------------- | --- | ---------------------- | ---------------------------- |
| Bergstraße 3 (Standort)    | Evang.-Luth. Pfarrkirche St. Vitus | flachgedeckter Saalbau mit eingezogenem Chor unter Stichkappentonne, westlicher Satteldachturm, wohl 1460/70, Turm wohl 1570, Umgestaltung 1730; mit Ausstattung                                 | D-7-78-163-5           | weitere Bilder               |
| Bergstraße 3 (Standort)    | Friedhofstor, Friedhofsmauer       | Friedhofsmauer, Friedhofstorpfeiler mit Wandmalerei 17./18. Jahrhundert | D-7-78-163-5 zugehörig | Friedhofstor, Friedhofsmauer |
| Schloßberg 2 (Standort)    | Ehemaliges Schloss                 | ab 1789 Pfarrhaus, dreigeschossiger Satteldachbau mit zwei Rundtürmen und Zwerchhäusern, im 16. Jahrhundert als Schloss der Memminger Patrizier Vöhlin errichtet, Umgestaltungen 18. Jahrhundert | D-7-78-163-7           | weitere Bilder               |
| Vöhlinstraße 11 (Standort) | Ehemaliger Zehntstadel             | traufständiger Satteldachbau mit Fachwerk, erbaut 1686, West- und Südwand 1898 erneuert, 1989 zum Wohnhaus ausgebaut                                                                             | D-7-78-163-6           | Ehemaliger Zehntstadel       |

## Ehemalige Baudenkmäler
In diesem Abschnitt sind Objekte aufgeführt, die früher einmal in der Denkmalliste eingetragen waren, jetzt aber nicht mehr. Objekte, die in anderem Zusammenhang also z. B. als Teil eines Baudenkmals weiter eingetragen sind, sollen hier nicht aufgeführt werden. Aktennummern in diesem Abschnitt sind ehemalige, jetzt nicht mehr gültige Aktennummern.

| Lage                                                                       | Objekt           | Beschreibung                                                                                    | Akten-Nr.    | Bild             |
| -------------------------------------------------------------------------- | ---------------- | ----------------------------------------------------------------------------------------------- | ------------ | ---------------- |
| Frickenhausen Drei-Stein-Weg 15 (an der Ecke zur Lauber Straße) (Standort) | zwei Steinkreuze | zwei Steinkreuze, mittelalterlich (an dieser Stelle die Reste von drei Steinkreuzen vorhanden ) | D-7-78-163-9 | zwei Steinkreuze |

## Abgegangene Baudenkmäler
In diesem Abschnitt sind Objekte aufgeführt, die früher einmal in der Denkmalliste eingetragen waren, jetzt aber nicht mehr existieren, z. B. weil sie abgebrochen wurden. Aktennummern in diesem Abschnitt sind ehemalige, jetzt nicht mehr gültige Aktennummern.

| Lage                                                                                          | Objekt | Beschreibung | Akten-Nr.    | Bild |
| --------------------------------------------------------------------------------------------- | ------ | --- | ------------ | --- |
| Lauben Raiffeisenstraße (gegenüber von Nr. 3, an der Einmündung in die Ringstraße) (Standort) | Stadel | Satteldachbau, Erdgeschoss Ständerriegelbau, Obergeschoss mit hinterschaltem Ständergerüst und angeblatteten Kopfbändern, erstes Drittel 19. Jahrhundert; abgebrochen vor 2020, durch neuen Schuppen ersetzt | D-7-78-163-4 | [[Vorlage:Bilderwunsch/code!/C:48.060575,10.290456!/D:Raiffeisenstraße (gegenüber von Nr. 3, an der Einmündung in die Ringstraße), Stadel!/\|BW]] |